# Antonio Bazzini
Antonio Bazzini (ur. 11 marca 1818 w Brescii, zm. 10 lutego 1897 w Mediolanie) – włoski kompozytor i skrzypek.

## Życiorys
Gry na skrzypcach uczył się w Mediolanie u Faustino Camisaniego. Zachęcony przez Niccolò Paganiniego rozpoczął od 1836 roku występy jako skrzypek wirtuoz, koncertował we Włoszech, Niemczech, Francji, Belgii, Hiszpanii i Danii. Podczas pobytu w Niemczech poznał Roberta Schumanna i Felixa Mendelssohna, jako pierwszy wykonał (podczas prywatnego koncertu) Koncert skrzypcowy e-moll, op. 64 Mendelssohna. W 1844 roku dwukrotnie wystąpił w Warszawie. W latach 1852–1863 przebywał na stałe w Paryżu. W 1873 roku został wykładowcą kompozycji, a w 1882 roku dyrektorem konserwatorium mediolańskiego. Do grona jego uczniów należeli Alfredo Catalani, Pietro Mascagni i Giacomo Puccini.
Należał do rzeczników odrodzenia we Włoszech muzyki instrumentalnej w okresie całkowitej niemal dominacji opery. Skomponował m.in. operę Turanda (wyst. Mediolan 1867), poemat symfoniczny Francesca da Rimini (1890), uwertury Saul (1866) i Re Lear (1868), ponadto szereg utworów orkiestrowych i kameralnych na skrzypce, kantaty i chóralne kompozycje religijne. 